# Nani Roma
Joan Roma Cararach (1972. február 17. –) spanyol autó- és motorversenyző, a 2004-es Dakar-rali motoros értékelésénéek győztese.

## Pályafutása
1996 és 2005 között motorral, 2005 óta pedig autóval vesz részt a Dakar-ralin. 2004-ben a KTM versenyzőjeként az első helyen zárt, majd 2005-ben a Mitsubishi gyári csapatában, már autóval vágott neki a viadalnak. Második autós évében, 2006-ban az összetett harmadik helyén végzett. 2009-ben a BMW csapatához szerződött.
2006-ban, Dani Sordo társaként ő képviselte Spanyolországot a Race of Champions versenyen.

## Külső hivatkozások
- Nani Roma hivatalos honlapja